# پس کریستین (میسیسیپی)
پس کریستین (به انگلیسی: Pass Christian) شهری در ایالت میسیسیپی کشور ایالات متحده آمریکا است که جمعیت آن در سرشماری سال ۲۰۱۰ میلادی، ۴٬۶۱۳
نفر بوده‌است.